# Parafia Podwyższenia Krzyża Świętego w Olszewie Węgorzewskim
Parafia Podwyższenia Krzyża Świętego w Olszewie Węgorzewskim – parafia rzymskokatolicka znajdująca się w diecezji ełckiej, w dekanacie Węgorzewo.